# Celestyna
Celestyna – żeński odpowiednik imienia Celestyn pochodzenia łac., oznaczającego 'niebiański'. Patronką tego imienia jest bł. Katarzyna Celestyna Faron.
Celestyna imieniny obchodzi:
- 18 marca, jako wspomnienie bł. Celestyny od Matki Bożej (Marianna Donati)[2]
- 6 kwietnia, jako wspomnienie św. Celestyny z Metzu[3]
- 9 kwietnia, jako wspomnienie bł. Katarzyny Celestyny Faron.

## Odpowiedniki w innych językach
- (ang.) Celestine, Celestina
- (fr.) Celestine
- (ros.) Kelestina
- (łac.) Celestina
- (wł.) Celestina
- (węg.) Celesta

## Osoby o imieniu Celestyna
- Celestyna Alina Czartoryska – mecenasa polskiej kultury,
- Celestina Santopietro – włoska aktorka,
- Celestina Popa-Toma – rumuńska gimnastyczka artystyczna światowej sławy,
- Celestyna Orlikowska – polska biolożka.

## Imię w sztuce
- Celestyna - Fernando de Rojas – XV-wieczna sztuka teatralna[4]
- Ernest i Celestyna – film animowany z 2012 r., produkcji belgijsko-francusko-luksemburskiej[5]
- Celestyna – utwór z płyty "Warto Żyć" zespołu Classic